# فرانك ألسويرث دوريمس
فرانك ألسويرث دوريمس هو محامي وسياسي أمريكي، ولد في 31 أغسطس 1865 في مقاطعة فينانغو في الولايات المتحدة، وتوفي في 4 سبتمبر 1947 في هويل في الولايات المتحدة. نشط حزبياً في الحزب الديمقراطي. وقد انتخب عمدة ديترويت ‏ وانتخب عضو مجلس نواب ميشيغان ‏ وانتخب عضو مجلس النواب الأمريكي ‏.